# Diego Gutiérrez (sceneggiatore)
Diego Gutiérrez (Città del Messico, 1976) è uno sceneggiatore e produttore cinematografico messicano.

## Biografia
Diego Gutiérrez è nato a Città del Messico e ha due fratelli, Alejandro e Daniel, coi quali si è trasferito in Massachusetts dal 1985 al 1987 per frequentare la Fay School, salvo poi tornare a frequentare il liceo in Messico e studiare cinema alla Wesleyan University nel Connecticut. Terminati gli studi si è trasferito a Los Angeles per intraprendere la carriera di regista, diventando assistente personale di Joss Whedon sul set di Buffy l'ammazzavampiri, dove ha avuto la sua prima esperienza da sceneggiatore.
Negli anni successivi, Gutiérrez ha fatto da sceneggiatore per serie quali Dawson's Creek, Giudice Amy, The Shield e Senza traccia finché, nel 2013, Robert Rodriguez lo coinvolge nell'adattamento televisivo del suo film Dal tramonto all'alba. Parallelamente a tutto giò, dopo aver fatto da showrunner a vari progetti Netflix, Gutiérrez propone alla piattaforma una propria serie televisiva: Monarca.

## Filmografia

### Sceneggiatore
- Dawson's Creek - serie TV, 2 episodi (2001-2002)
- Buffy l'ammazzavampiri (Buffy the Vampire Slayer) - serie TV, episodio 6x17 (2002)
- Kingpin - miniserie TV, episodio 1x06 (2003)
- Giudice Amy (Judging Amy) - serie TV, episodio 5x18 (2004)
- The Shield - serie TV, episodio 3x08 (2004)
- Point Pleasant - serie TV, 2 episodi (2005-2006)
- Senza traccia (Without a Trace) - serie TV, 18 episodi (2005-2009)
- V - serie TV, episodio 1x03 (2009)
- Warehouse 13 - serie TV, 3 episodi (2012-2014)
- Dal tramonto all'alba - La serie (From Dusk till Dawn: The Series) - serie TV, 6 episodi (2014-2016)
- Monarca - serie TV, 18 episodi (2019-2021)
- One Piece - serie TV, episodio 1x06 (2023)
- Blood Legacy - serie TV, episodio 1x01 (2024)

### Produttore
- Senza traccia (Without a Trace) - serie TV, 62 episodi (2006-2009)
- V - serie TV, 3 episodi (2009) - co-produttore esecutivo
- Warehouse 13 - serie TV, 18 episodi (2012-2014) - co-produttore esecutivo
- Dal tramonto all'alba - La serie (From Dusk till Dawn: The Series) - serie TV, 3 episodi (2014-2016) - co-produttore esecutivo
- Monarca - serie TV, 11 episodi (2019-2021) - produttore esecutivo
- One Piece - serie TV, 8 episodi (2023-in corso) - co-produttore esecutivo